# ريجينا مارتينيز
ريجينا مارتينيز (بالإسبانية: Regina Martínez)‏ (و. 1963 – 2012 م) هي صحفية، من المكسيك، توفيت عن عمر يناهز 49 عاماً.